# Franse Nederlanden
De Franse Nederlanden of de Franse Lage Landen (Frans: "Pays-Bas français") zijn het gebied dat sinds 2016 ongeveer het deel van de Franse regio Hauts-de-France boven de rivier de Somme omvat.

## Territorium

Historische regressie van het Vlaams in het uiterste zuidwesten van de Nederlanden

De Franse Nederlanden beslaan het gebied dat tot 1659 (de Franse overwinning op de Spaanse Nederlanden, bezegeld in de Vrede van Nijmegen in 1678), bij de Nederlanden behoorde maar sindsdien in Frankrijk ligt:
- De vroegere Franse provincie Flandre, met
  - Frans-Vlaanderen of Zuid-Vlaanderen, het zuidelijk deel van het graafschap Vlaanderen
  - Frans-Henegouwen, het westelijke deel van het graafschap Henegouwen
  - Kamerijk en het Kamerijkse
- Artesië

Het prinsbisdom Luik (inclusief Kanton Fumay & Kanton Givet) behoorde geografisch tot de Zuidelijke Nederlanden, maar was tot 1795 politiek onafhankelijk. Gebieden die via de Delingen van Luxemburg naar Frankrijk kwamen zijn:
- Arrondissement Thionville
- Kanton Stenay
- Kanton Montmédy
- Kanton Carignan

Sommigen rekenen Picardië boven de rivier de Somme erbij.

## Oorsprong
In 1549 bepaalde keizer Karel V in de Pragmatieke Sanctie (1549) dat de Bourgondische Kreits voortaan ondeelbaar zou zijn en bij overerving over zou gaan binnen de mannelijke en vrouwelijke lijn van zijn familie. Daarmee scheidde hij de Nederlanden (de naam die hij voor dit gebied introduceerde) af van Frankrijk en van het Duitse Rijk. In de Pragmatieke Sanctie verklaarde keizer Karel V:

Wij, Karel, bij de gratie Gods Rooms Keizer (...) laten weten aan allen die nu zijn en hierna wezen zullen, dat wij geoordeeld hebben dat het van groot belang is voor onze voornoemde landen (...) dat zij in de toekomst altijd onder eenzelfde vorst zouden blijven die ze in één geheel zou houden, wetend dat hun deling ten gevolge van succesies en erfenissen hun ondergang en ruïne zou betekenen. Afgescheurd en van elkaar gescheiden zouden zij ten prooi kunnen vallen aan buurstaten (...). Dit zal echter kunnen vermeden worden indien onze landen altijd in het bezit blijven van één vorst die ze als één geheel bestuurt. Gegeven in onze stad Brussel in de maand november van het jaar Onzes Heeren 1549.

## Annexatie door Frankrijk
De Franse Nederlanden zijn in verschillende stappen door Frankrijk geannexeerd. Bij de Vrede van de Pyreneeën (1659), waarmee een einde kwam aan de Spaans-Franse conflicten die voortvloeiden uit de Dertigjarige Oorlog (1618-1648), werd een deel geannexeerd. Nadat stadhouder Willem III de Slag aan de Pene had verloren, werd in 1677 opnieuw een deel van Vlaanderen door Frankrijk geannexeerd. Bij de Vrede van Nijmegen (1678) werd de annexatie bekrachtigd. Het betrof Belle, Bavay, Bouchain, Kamerijk, Condé, Ieper, Kassel, Maubeuge, Menen, Poperinge, Saint-Ghislain, Sint-Omaars, Valencijn, Veurne, Waasten en Wervik.

## Gebruik
Het begrip Franse Nederlanden wordt regelmatig gebruikt in projecten die zich bezighouden met de culturele band tussen Noord-Frankrijk en het Nederlandse taalgebied.
De culturele vereniging Ons Erfdeel brengt sinds 1976 een jaarboek "De Franse Nederlanden - Les Pays-Bas Français" uit over het gebied en zijn culturele relatie met Vlaanderen en Nederland. De Kortrijkse universiteit KULAK huisvest de "Bibliotheek De Franse Nederlanden", met een collectie over de literatuur en geschiedenis van de regio, evenals een "Archief de Franse Nederlanden" met documenten over regionalistische bewegingen in Noord-Frankrijk.
In Noord-Frankrijk stuurden actiegroepen petities rond om de naam te veranderen en Dowaai weer als hoofdstad te kiezen.